# Jiří Křižan
Jiří Křižan (26 de outubro de 1941 - 13 de outubro de 2010) foi um escritor e político checo.